# Lecco Calcio 1996-1997
Questa pagina raccoglie le informazioni riguardanti il Lecco Calcio nelle competizioni ufficiali della stagione 1996-1997.

## Stagione
Nella stagione 1996-1997 il Lecco ha disputato il girone A del campionato di Serie C2, piazzandosi in seconda posizione di classifica con 61 punti alle spalle del Lumezzane che di punti ne ha raccolti 64, entrambe sono state promosse in Serie C1. Per i lariani è giunta avendo superato nella semifinale playoff il Cittadella, ed in finale la Pro Sesto, dopo i tempi supplementari. A Lecco è stato confermato il tecnico Elio Gustinetti che parte bene in campionato, sale in testa alla classifica già dalla terza giornata, poi a metà dicembre i lariani subiscono una pesante sconfitta interna (0-3) con il Varese e vengono superati in testa dal Lumezzane, dove rimarrà sino al termine del torneo. Poi nella coda del campionato il Lecco ottiene la promozione, grazie al successo di misura, ottenuto da Adamo al minuto 117 della finale playoff giocata a Monza il 15 giugno, che porta il Lecco in Serie C1. Anche in Coppa Italia di Serie C nel primo turno, si sono curiosamente incrociate la Pro Sesto ed il Lecco, in quella occasione dopo aver vinto le gare interne (1-0), hanno prevalso i milanesi (5-1) ai calci di rigore.

## Rosa
| N. |                   | Ruolo | Calciatore          |
| -- | ----------------- | ----- | ------------------- |
|    | Italia (bandiera) | C     | Gioacchino Adamo    |
|    | Italia (bandiera) | C     | Riccardo Allegretti |
|    | Italia (bandiera) | P     | Liam Ardigò         |
|    | Italia (bandiera) | A     | Alberto Bertolini   |
|    | Italia (bandiera) | A     | Roberto Bonazzi     |
|    | Italia (bandiera) | C     | Cristian Boscolo    |
|    | Italia (bandiera) | A     | Luca Campistri      |
|    | Italia (bandiera) | D     | Andrea Capecchi     |
|    | Italia (bandiera) | C     | Fabio Castellazzi   |
|    | Italia (bandiera) | C     | Alberto Colombo     |

| N. |                   | Ruolo | Calciatore         |
| -- | ----------------- | ----- | ------------------ |
|    | Italia (bandiera) | C     | Oscar Damiani      |
|    | Italia (bandiera) | D     | Cristiano Giaretta |
|    | Italia (bandiera) | A     | Marco Limetti      |
|    | Italia (bandiera) | D     | Egidio Mazzina     |
|    | Italia (bandiera) | D     | Lorenzo Marconi    |
|    | Italia (bandiera) | D     | Claudio Maretti    |
|    | Italia (bandiera) | P     | Maurizio Monguzzi  |
|    | Italia (bandiera) | C     | Antonio Orlando    |
|    | Italia (bandiera) | D     | Pasquale Sensibile |
|    | Italia (bandiera) | D     | Denis Zanardo      |

## Risultati

### Campionato

#### Girone di andata
| Arbitro: | Bianco (Mestre) |

|           |           |             |
| Righi 85’ | Marcatori | 90’ Zanardo |

| Lecco 8 settembre 1996 2ª giornata | Lecco           | 0 – 0 | Pro Patria | Stadio Mario Rigamonti\| Arbitro: \| Maselli (Lucca) \| |
| Arbitro:                           | Maselli (Lucca) |       |            |                                                         |

| Arbitro: | Cuttica (Alessandria) |

|             |           |                    |
| Valdata 60’ | Marcatori | 22’, 48’ Campistri |

| Arbitro: | Rigolon (Trento) |

|             |           |  |
| Limetti 35’ | Marcatori |  |

| Arbitro: | Alario (Civitavecchia) |

|                                |           |  |
| Damiani 18’ Campistri 79’, 90’ | Marcatori |  |

| Arbitro: | Battaglia (Messina) |

|  |           |                    |
|  | Marcatori | 27’, 28’ Campistri |

| Arbitro: | Ferrarini (Parma) |

|                                |           |  |
| Campistri 39’ Guidi 81’ (aut.) | Marcatori |  |

| Arbitro: | Pirrone (Messina) |

|             |           |                                                                |
| Colombo 53’ | Marcatori | 9’ (aut.) Giaretta 20’ Colitti 79’ (rig.) Antonello 90’ Zirafa |

| Arbitro: | Alvino (Salerno) |

|                                       |           |  |
| Limetti 11’ Damiani 29’ Campistri 45’ | Marcatori |  |

| Arbitro: | Baglioni (Prato) |

|                        |           |  |
| Belleri 8’ Cortesi 19’ | Marcatori |  |

| Arbitro: | Ingenito (Nocera Inferiore) |

|             |           |           |
| Bonazzi 71’ | Marcatori | 66’ Serra |

| Arbitro: | Apricena (Firenze) |

|                      |           |                        |
| Campistri 70’ (aut.) | Marcatori | 6’, 81’ (rig.) Bonazzi |

| Arbitro: | Paparesta (Bari) |

|  |           |              |
|  | Marcatori | 6’ Campistri |

| Arbitro: | F. Rossi (Forlì) |

|  |           |                                                |
|  | Marcatori | 60’ Angeloni 88’ Capparella 90’ (rig.) Rossini |

| Arbitro: | Bertini (Arezzo) |

|  |           |               |
|  | Marcatori | 82’ Campistri |

| Arbitro: | Pieri (Genova) |

|                                              |           |  |
| Campistri 38’ Bonazzi 67’ (rig.) Maretti 73’ | Marcatori |  |

| Leffe 12 gennaio 1997 17ª giornata | Leffe              | 0 – 0 | Lecco | Stadio Carlo Martinelli\| Arbitro: \| Gregoroni (Napoli) \| |
| Arbitro:                           | Gregoroni (Napoli) |       |       |                                                             |

#### Girone di ritorno
| Arbitro: | Nicotera (Aprilia) |

|                        |           |  |
| Adamo 4’ Campistri 64’ | Marcatori |  |

| Arbitro: | D'Agostini (Frosinone) |

|                       |           |  |
| Rocchi 31’ Brizzi 53’ | Marcatori |  |

| Arbitro: | Griselli (Livorno) |

|                                              |           |  |
| Adamo 5’ Campistri 35’, 47’ Limetti 56’, 89’ | Marcatori |  |

| Arbitro: | Strocchia (Nola) |

|              |           |  |
| Pierotti 86’ | Marcatori |  |

| Arbitro: | Cossero (Udine) |

|  |           |                            |
|  | Marcatori | 20’, 88’ Damiani 89’ Adamo |

| Arbitro: | Calcagno (Nichelino) |

|             |           |               |
| Damiani 83’ | Marcatori | 60’ Di Nicola |

| Sassari 2 marzo 1997 24ª giornata | Torres              | 0 – 0 | Lecco | Stadio Acquedotto\| Arbitro: \| Castellani (Verona) \| |
| Arbitro:                          | Castellani (Verona) |       |       |                                                        |

| Arbitro: | Mariani (Perugia) |

|                       |           |  |
| Damiani 41’ Adamo 67’ | Marcatori |  |

| Arbitro: | Cardella (Torre del Greco) |

|                                 |           |                    |
| Grassi 7’, 65’ Lu. Beghetto 23’ | Marcatori | 63’ (rig.) Bonazzi |

| Arbitro: | Strazzera (Trapani) |

|             |           |             |
| Maretti 60’ | Marcatori | 86’ Zamuner |

| Arbitro: | Cecotti (Udine) |

|                    |           |             |
| Onorini 71’ (rig.) | Marcatori | 25’ Damiani |

| Arbitro: | Ciampi (Pisa) |

|                                |           |              |
| Bonazzi 28’ (rig.) Limetti 54’ | Marcatori | 26’ Zampieri |

| Lecco 20 aprile 1997 30ª giornata | Lecco            | 0 – 0 | Voghera | Stadio Mario Rigamonti\| Arbitro: \| Alvino (Salerno) \| |
| Arbitro:                          | Alvino (Salerno) |       |         |                                                          |

| Arbitro: | Guiducci (Arezzo) |

|          |           |           |
| Taldo 8’ | Marcatori | 10’ Adamo |

| Arbitro: | N. Ayroldi (Molfetta) |

|                              |           |                  |
| Colombo 24’, 66’ Limetti 43’ | Marcatori | 75’, 90’ Temelin |

| Arbitro: | Tullio (Avezzano) |

|  |           |                            |
|  | Marcatori | 63’ Allegretti 85’ Bonazzi |

| Arbitro: | Biasutto (Vicenza) |

|  |           |                |
|  | Marcatori | 35’ Biancolino |

### Playoff
| Arbitro: | Sciamanna (Ascoli Piceno) |

|            |           |                           |
| Zirafa 12’ | Marcatori | 40’ Boscolo 87’ Campistri |

| Arbitro: | Pascariello (Lecce) |

|           |           |                      |
| Adamo 53’ | Marcatori | 63’ (rig.) Antonello |

| Arbitro: | Strazzera (Trapani) |

|            |           |  |
| Adamo 117’ | Marcatori |  |

## Coppa Italia
| Arbitro: | Cirone (Palermo) |

|             |           |  |
| Giaretta 3’ | Marcatori |  |

| Arbitro: | Vendramin (Castelfranco Veneto) |

|                                   |                      |                            |
| Gardini 13’ (rig.)                | Marcatori            |                            |
| Ambrosoni Callari Tedoldi Gardini | Tiri di rigore 5 – 1 | Bonazzi Allegretti Colombo |